# دیوشا امیرا
دیوشا امیرا (انگلیسی: Divsha Amirà؛ ۱۸۹۹ – ۶ آوریل ۱۹۶۶) ریاضی‌دان و معلم اهل اسرائیل بود.

## زندگی‌نامه
امیرا در سال ۱۸۹۹ از مادر و پدری به نام‌های ریوکا و ارون متولد شد. او در سال ۱۹۰۶ همراه با خانوادۀ خود به اسرائیل مهاجرت کرد. پدر او یکی از بنیان‌گذاران تل‌آویو، کنیسۀ جامع تل‌آویو و مالک اولین چاپخانۀ یافو بود. دیوشا در سال ۱۹۱۴ از ژیمناسیوم عبری هرتزلیا فارغ‌التحصیل شد.

امیرا تحصیلات خود را در دانشگاه گوتینگن ادامه داد و سرانجام دکترای خود را از دانشگاه ژنو زیر نظر هرمان مونتز دریافت کرد.

پس از ترک ژنو، در دبیرستان رخاویا مشغول به کار شد و در انستیتوی ریاضیات اینشتین مدرس چندین دورۀ هندسه بود. به منظور تکمیل کردن برنامۀ آموزشی ۱۹۲۷-۱۹۲۸ انستیتو، ادموند لانداو، که او را با توجه به حضورش در گوتینگن می‌شناخت، از امیرا دعوت به همکاری کرد. به گفتۀ لانداو امیرا تنها هندسه‌دان حاضر در اسرائیل بود. همسر دیوشا، بنیامین امیرا که همانند او دورۀ دکترایش را در ژنو سپری کرده بود، در انستیتو همکار او بود.
 همچنین او سابقۀ تدریس در کالج لوینسکی و دبیرستان بیت حاکرم، محل تحصیل ریاضیدانانی مانند ارنست اشتراوس، را در کارنامه دارد.
 از آثار او می‌توان به هندسه: درسنامه‌ای برای دانش‌آموزان دبیرستانی (۱۹۳۸) و آثار پیشرفته‌تری همچون The Axiomatic Foundation of the Geometry Foundations منتشر‌شده در سال ۱۹۶۳ اشاره کرد.